# Karl Lennartz

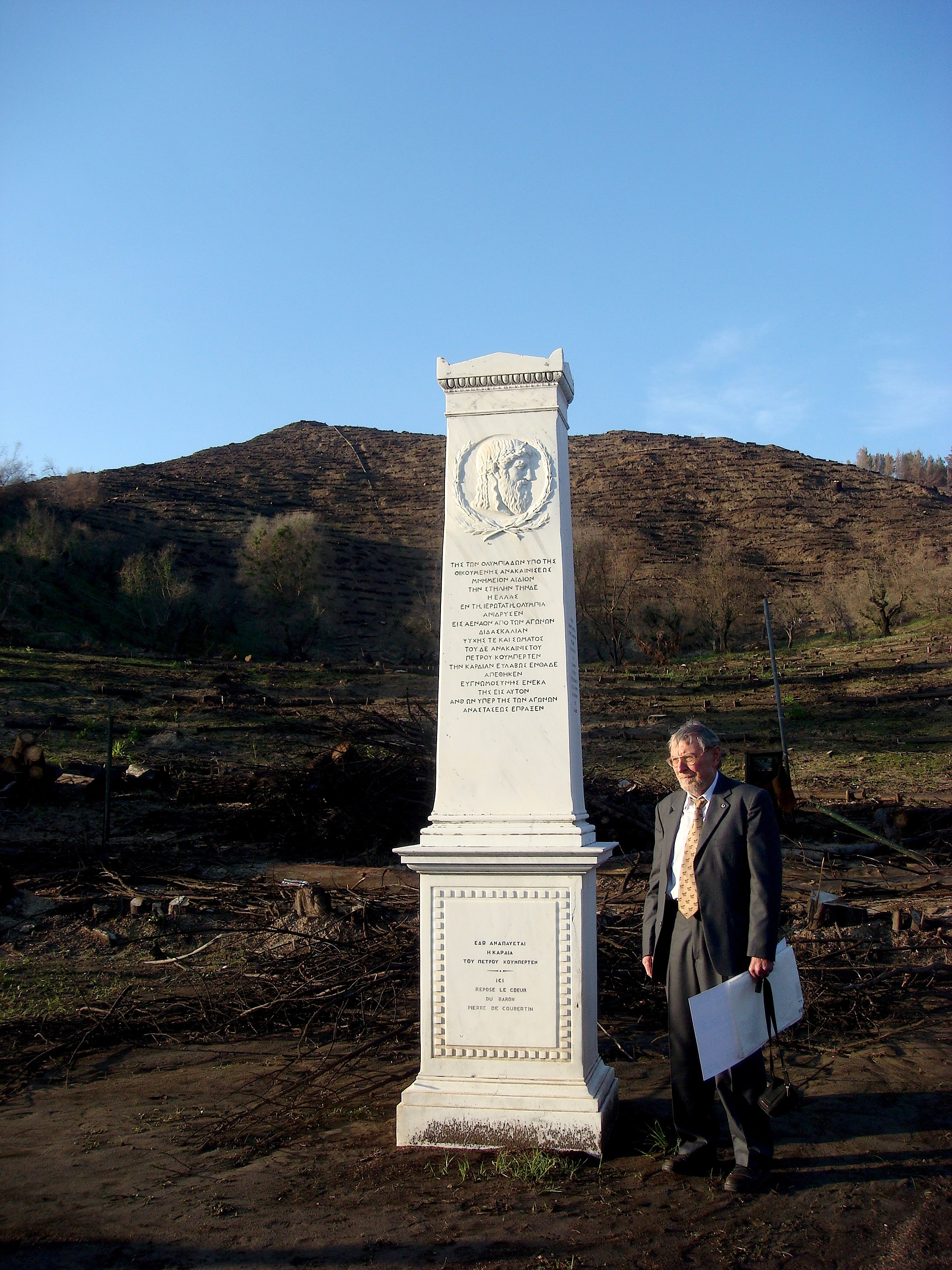
Karl Lennartz (2007)

Karl Lennartz (* 19. März 1940 in Aachen; † 2. Mai 2014 in Bad Oeynhausen) war ein deutscher Sporthistoriker.

## Laufbahn
Ab 1960 studierte Lennartz Geschichte, Geographie, Sport, Kunstgeschichte und Pädagogik an den Universitäten Bonn, Göttingen, Köln und wieder Bonn. In Bonn promovierte er im Jahr 1968 in Historischer Geographie. Von 1967 bis 1980 war er erst Assistent, dann Dozent an der Pädagogischen Hochschule Rheinland an den Standorten Bonn und Köln. Seine Habilitation im Fach Sportgeschichte erfolgte an der Deutschen Sporthochschule Köln. Von 1980 bis zur Emeritierung 2005 war Karl Lennartz als Hochschullehrer an der Deutschen Sporthochschule Köln tätig. In den Jahren 1989 bis 2005 war er dort Leiter des Carl und Lieselott Diem-Archivs.
Er nahm Gastprofessuren an der Universität des Peloponnes und der Sportuniversität Peking wahr.

## Wirken
Seine Forschungsschwerpunkte waren die olympische Geschichte, olympische Bewegung, olympisches Zeremoniell und der Marathonlauf.
Lennartz war Verfasser der deutschsprachigen Standardwerke über die Olympischen Spiele 1896 bis 2012. Zusammen mit Jürgen Buschmann verfasste er eine Reihe über die Geschichte der olympischen Fußballturniere.
Seit den 1980er Jahren war Lennartz in verschiedenen Kommissionen des IOC tätig, seit 2002 war er Mitglied der Kommission für Kultur und Olympische Erziehung. Er war Gründungsmitglied des Deutschen Pierre de Coubertin Komitees und der International Society of Olympic Historians, von 2004 bis 2012 deren Präsident, zuletzt Ehrenmitglied. Seit 2003 war er Mitherausgeber des Journal of Olympic History.

## Ehrungen und Sportleistungen
Im Jahr 1990 erhielt Lennartz das Bundesverdienstkreuz, 2006 das Bundesverdienstkreuz 1. Klasse. 1997 wurde er mit dem Olympischen Orden in Silber ausgezeichnet, 2013 mit dem NRW-Sportorden.
Seine persönliche Bestleistung im Marathonlauf stellte er im Jahr 1985 mit 2:42:20 Stunden auf, im 100-km-Lauf lag seine Bestzeit bei 8:33:00 Stunden.

## Familie und Umfeld
Karl Lennartz war seit 1964 verheiratet, seine Kinder Birgit und Burkhard wurden Deutsche Meister im 100-km-Lauf.
In den Jahren 1972 bis 2009 war er Mitglied des Rates seiner Wohngemeinde Sankt Augustin, wo er der SPD-Fraktion angehörte. 2003/04 war er Vizebürgermeister. Von 2004 bis 2012 war er Vorsitzender des Stadtsportverbands Sankt Augustin, später Ehrenvorsitzender. Lennartz war Gründungsvorsitzender (2003–2013) der Deutschen Arbeitsgemeinschaft von Sportmuseen, Sportarchiven und Sportsammlungen (DAGS), dann Ehrenvorsitzender. Er lebte bis zu seinem Tod im Stadtteil Schmerbroich.

## Veröffentlichungen
- Zwischeneuropa in den geographischen Vorstellungen und der Kriegführung der Römer in der Zeit von Caesar bis Marcus Aurelius. Dissertation. Universität Bonn, 1968
- Bibliographie Geschichte der Leibesübungen. Wegener, Bonn
  - Band 1: Geschichte der Leibesübungen in Zeitabschnitten. 1977
    - Heft 1: Vorgeschichte, Altertum, Antike, Mittelalter
    - Heft 2: Neuzeit – 16. bis 19. Jh
    - Heft 3: Neuzeit – 20. Jh. Register

  - Band 2: Personen. 1972
    - Heft 1: 1. Abs bis 365. Münch
    - Heft 2: 199. Gutsmuths bis 251. Jahn
    - Heft 3: 366. Münzer bis 576. Mehrere Personen. Register

  - Band 3: Sportarten. 1974
    - Heft 1: Akrobatik bis Schwimmen
    - Heft 2: Skisport bis Wintersport. Register

  - Band 4: Länder und Orte. 1985, ISBN 3-921285-45-3
    - Heft 1: Länder
    - Heft 2: Orte

  - Band 5: Olympische Spiele. 1971; vermehrte Auflage 1983, ISBN 3-921285-35-6
  - Band 6: Bibliographien, Lexika, Sportgeschichtsschreibung. 1976
- Kenntnisse und Vorstellungen von Olympia und den Olympischen Spielen in der Zeit von 393 bis 1896. Hofmann, Schorndorf 1974
- mit Jürgen Buschmann: Bibliographie Langlauf mit Kindern und Jugendlichen. Wegener, Bonn 1981, ISBN 3-921285-30-5
- Geschichte des Deutschen Reichsausschusses für Olympische Spiele. Wegener, Bonn
  - Die Beteiligung Deutschlands an den Olympischen Spielen 1896 in Athen. 1981, ISBN 3-921285-25-9
  - Die Beteiligung Deutschlands an den Olympischen Spielen 1900 in Paris und 1904 in St Louis. 1983, ISBN 3-921285-36-4
  - Die Beteiligung Deutschlands an den Olympischen Spielen 1906 in Athen und 1908 in London. 1985, ISBN 3-921285-47-X
- mit Ernst van Aaken: Das Laufbuch der Frau. Meyer und Meyer, Aachen 1985, ISBN 3-89124-011-2
- mit Wilhelm Kleine: Pulsschlag 130. Langlauf in Schule, Verein und Freizeit. Meyer und Meyer, Aachen 1985, ISBN 3-89124-023-6
- mit Walter Teutenberg: Die Olympischen Spiele 1906 in Athen. Darstellung und Quellen. Kasseler Sportverlag, Kassel 1992, ISBN 3-928562-10-X
- mit Walter Teutenberg: Olympia-Teilnehmer in Westfalen. Band 1: Athen 1896 bis München 1972. Agon-Verlag, Kassel 1993, ISBN 3-928562-58-4
- mit Walter Teutenberg: Die deutsche Olympia-Mannschaft von 1896. Kasseler Sportverlag, Kassel 1995, ISBN 3-928562-14-2
- mit Walter Teutenberg: II. Olympische Spiele 1900 in Paris. Agon-Sportverlag, Kassel 1995, ISBN 3-928562-20-7
- mit Wolfgang Decker & Georgios Dolianitis (Hrsg.): 100 Jahre Olympische Spiele. Der neugriechische Ursprung. Ergon-Verlag, Würzburg 1996, ISBN 3-928034-99-5
- (Hrsg.): Die Olympischen Spiele 1896 in Athen. 2 Bände. Agon-Verlag, Kassel 1996, ISBN 3-89784-060-X (Neudruck des offiziellen Berichts mit Erläuterungsband)
- mit Jürgen Buschmann & Hans Günter Steinkemper (Hrsg.): Sepp Herberger und die Sporthochschule Köln. Eine Dokumentation aus Anlaß des 100. Geburtstages von Sepp Herberger und 50 Jahre Sporthochschule Köln. Academia Verlag, Sankt Augustin 1997, ISBN 3-89665-069-6
- Olympische Spiele 1908 in London. Agon-Sportverlag, Kassel 1998, ISBN 3-89609-112-3
- mit Jürgen Buschmann: Olympische Fußballturniere. Agon-Sportverlag, Kassel
  - Band 1: Erste Schußversuche. Athen 1896 bis London 1908. 1999, ISBN 3-89784-159-2
  - Band 2: Das erste große Turnier. Stockholm 1912, dazu Berlin 1916. 2001, ISBN 3-89784-160-6
  - Band 3: Skandal beim Finale. Antwerpen 1920. 2002, ISBN 3-89784-161-4
  - Band 4: Vergessener Weltmeister – Uruguay. Paris 1924. 2005, ISBN 3-89784-162-2
  - Band 5: Uruguay erneut Olympiasieger. Amsterdam 1928, dazu Los Angeles 1932. 2007, ISBN 978-3-89784-197-0
- mit Walter Borgers & Jürgen Buschmann: Olympischer Neubeginn. Gründung des Nationalen Olympischen Komitees, 24. September 1949 in Bonn. Carl-und-Liselott-Diem-Archiv, Köln 1999, ISBN 3-88338-000-8
- mit Walter Borgers & Andreas Höfer: Olympische Siege. Medaillen, Diplome, Ehrungen. Sportverlag, Berlin 2000, ISBN 3-328-00865-9
- mit Thomas Schmidt (Hrsg.): Der Briefwechsel zwischen Carl Diem und Werner March. „Unsere gemeinsam gelöste Lebensaufgabe“. Academia-Verlag, Sankt Augustin 2002, ISBN 3-89665-215-X
- mit Walter Borgers, Jürgen Buschmann & Stephan Wassong (Hrsg.): Tempel und Ringe. Zwischen Hochschule und olympischer Bewegung. Festschrift Dietrich R. Quanz. Carl-und-Liselott-Diem-Archiv, Köln 2002, ISBN 3-88338-004-0
- mit Ellen Bertke & Heike Kuhn (Hrsg.): Olympisch bewegt. Festschrift zum 60. Geburtstag von Prof. Dr. Manfred Lämmer. Institut für Sportgeschichte der Deutschen Sporthochschule Köln, 2003, ISBN 3-88338-006-7
- mit Jürgen Buschmann & Hans Günter Steinkemper (Hrsg.): Sepp Herberger und Otto Nerz. Die Chefdenker und ihre Theorien. Ihre Diplomarbeiten. Agon-Verlag, Kassel 2003, ISBN 3-89784-195-9
- mit Jürgen Buschmann & Stephan Wassong (Hrsg.): Spiel – Spiele – Olympische Spiele. Meyer und Meyer, Aachen 2004, ISBN 3-89899-064-8
- Die Spiele der III. Olympiade 1904 in St. Louis. Agon-Verlag, Kassel 2004, ISBN 3-89784-259-9
- mit Jürgen Buschmann, Michael Winter & Thomas Zawadzki (Hrsg.): 40 Jahre Diem-Archiv. 1964 bis 2004. Carl-und-Liselott-Diem-Archiv, Köln 2005, ISBN 3-88338-013-X
- 100 Jahre Leichtathletik in Deutschland. Band 8: Marathonlauf. Verlag Werbung UM Sport, Lohmar
  - Teil 1: Von den Anfängen bis van Aaken. 2005, ISBN 3-922011-25-X
  - Teil 2: Ost und West und gesamtdeutsch. 2007, ISBN 978-3-9811512-0-6
  - Teil 3: Frauen – geborene Marathonläuferinnen. 2007, ISBN 978-3-9811512-1-3
- mit Stephan Wassong & Thomas Zawadzki (Hrsg.): New Aspects of Sport History. The Olympic Lectures. Academia-Verlag, Sankt Augustin 2007, ISBN 978-3-89665-396-3
- Von der Gemeinde zur Stadt. Der Rat von Sankt Augustin 1969 bis 1979, Ausblicke. Bericht eines Zeitzeugen. Rheinlandia-Verlag, Siegburg 2008, ISBN 978-3-938535-44-8
- Goldmedaille, Weltrekorde und Kreismeister – Die Geschichte des Sports in Sankt Augustin In: Beiträge zur Stadtgeschichte. Band 51. Sankt Augustin 2012